# Malagueira e Horta das Figueiras
Malagueira e Horta das Figueiras (oficialmente: União das Freguesias de Malagueira e Horta das Figueiras) é uma freguesia portuguesa do município de Évora, com 64,43 km² de área e 21 547 habitantes (censo de 2021). A sua densidade populacional é 334,4 hab./km².
Faz parte da área suburbana ao centro histórico de Évora e é a união de freguesias mais populosa deste concelho.
Estas freguesias englobam os bairro da Horta das Figueiras, Malagueira (bairro da autoria do Arq. Siza Vieira, e que já recebeu inúmeros prémios), Santa Maria, Cruz da Picada, Fontanas, Srª da Glória, Vila Lusitano, Torregela, Casinha, Vista Alegre, Almeirim e muitos outros...
É também aqui que se localizam as principais zonas industriais e comerciais do concelho.

## História
Foi constituída em 2013, no âmbito de uma reforma administrativa nacional, pela agregação das antigas freguesias de Malagueira e Horta das Figueiras e tem a sede em Malagueira.

## Demografia
A população registada nos censos foi:
| Distribuição da População por Grupos Etários | Distribuição da População por Grupos Etários | Distribuição da População por Grupos Etários | Distribuição da População por Grupos Etários | Distribuição da População por Grupos Etários | Distribuição da População por Grupos Etários |
| -------------------------------------------- | -------------------------------------------- | -------------------------------------------- | -------------------------------------------- | -------------------------------------------- | -------------------------------------------- |
| Antes da agregação                           |                                              |                                              |                                              |                                              |                                              |
| Ano                                          | 0-14 anos                                    | 15-24 anos                                   | 25-64 anos                                   | >= 65 anos                                   | Total                                        |
| 2001                                         | 3650                                         | 3380                                         | 11718                                        | 2678                                         | 21426                                        |
| 2011                                         | 3594                                         | 2477                                         | 12863                                        | 3445                                         | 22379                                        |
| Após a agregação                             |                                              |                                              |                                              |                                              |                                              |
| Ano                                          | 0-14 anos                                    | 15-24 anos                                   | 25-64 anos                                   | >= 65 anos                                   | Total                                        |
| 2021                                         | 3001                                         | 2420                                         | 11442                                        | 4684                                         | 21547                                        |